# Обрушение крыши монтажно-испытательного корпуса космодрома «Байконур»
Обрушение кровли в трёх пролётах монтажно-испытательного корпуса (МИК) на площадке № 112 космодрома «Байконур»  произошло 12 мая 2002 года в 09:40 по местному времени. В результате обвала крыши погибло 8 строителей, находившихся там и производивших её ремонт, а также были полностью разрушены единственный летавший в космос космический корабль «Буран», отдельные блоки РН «Энергия» и его демонстрационный макет.
Расследование происшествия, которое проводила Правительственная комиссия, привело к выводу, что к обрушению привёл комплекс причин, основной из которых явилось превышение в 1,5 раза фактической нагрузки на кровлю МИКа в сравнении с принятым в проекте. Кроме того, в 1967 году при строительстве корпуса были допущены значительные отклонения от проекта, которые в сочетании с существенным снижением прочности бетона железобетонных плит кровли за период длительной эксплуатации МИКа привели к обрушению трёх из пяти пролётов корпуса.

## Монтажно-испытательный корпус
Строительство самого большого корпуса № 1 112-й площадки на Байконуре, в котором должны были идти сборка и испытания советской ракеты-гиганта Н-1, предназначенной для полётов на Луну, началось 21 марта 1963 года. В эксплуатацию строение было принято в 1967 году. После закрытия программы Н-1 была проведена реконструкция МИКа с целью создания технической позиции для РН «Энергия». Работы по переоборудованию были завершены в 1985—86 годах.
МИК для комплекса «Энергия-Буран» представлял собой промышленное многопролётное сооружение с металлическим каркасом, состоящее из двух частей. Высокая часть (пролеты 3, 4, 5) имела габаритные размеры 240х120х56 м, а низкая часть (пролеты 1, 2) — габаритные размеры 240х70х30 м. Общая площадь составляет порядка 55000 м². Корпус оснащался механическим и электронным оборудованием, необходимым для досборки, установки отдельных узлов, подклейки теплоизоляционных плиток, проверки всех систем орбитального корабля «Буран». В восьмидесятые годы в трёх сборочных секциях здания проводилась сборка всех трёх космических кораблей серии «Буран». При этом использовались три мостовых крана грузоподъемностью 200 тонн каждый.

## Обрушение
С начала мая 2002 года казахстанская фирма-субподрядчик производила ремонт постоянно протекавшей кровли комплекса. В воскресенье, 12 мая бригада рабочих из 8 человек погрузила в общей сложности 10 тонн рубероида на крышу. Но рулоны складировались ими друг на друга. В результате этого вся нагрузка пришлась на одну, самую крайнюю стропильную ферму. Возник нерасчётный случай нагружения фермы, и в 09:40 по местному времени она не выдержала и подломилась.
Падение фермы на один из баков ракеты-носителя «Энергия» вызвало воздушный «взрыв». (Баки не способны выдерживать нагрузку самостоятельно, транспортируются и хранятся под наддувом 1,2 атм.) Это вызвало катастрофические последствия.
Вслед за первой крайней фермой упали и все остальные фермы, не связанные между собой, во всех трёх пролётах, вызвав общее обрушение кровли на площади 28 800 м². Со стен в разных местах упали от двух до шести верхних стенных блоков, образовав сверху рвано-зубчатый контур. Под завалами погибли все восемь рабочих.

## Расследование и причины обрушения
Сразу после происшествия распоряжением премьер-министра России Михаила Касьянова была сформирована государственная комиссия по расследованию причин трагедии во главе с министром промышленности, науки и технологий РФ Ильёй Клебановым и его заместителем главой Росавиакосмоса Юрием Коптевым. Через несколько часов в Байконур из Москвы вылетел самолёт МЧС со спасателями.
Как установила правительственная комиссия, при строительстве МИКа в 60-х годах строителями были допущены значительные отклонения от проекта, который также сам по себе имел конструктивные недочёты проектировщиков. Так, вместо лёгкой минераловаты большая часть крыши была покрыта тяжёлым керамзитом, который хорошо впитывает влагу. Этот материал пропитался влагой, когда в начале мая над космодромом шли проливные дожди с грозами, кроме того — при разборке крыши все её компоненты оставлялись на кровле, что также утяжелило её конструкцию.
Анализ также показал, что разрушение должно было ограничиться одной (максимум соседней) крайней фермой, на которую приходилась наибольшая нагрузка, кроме того, дальнейшему разрушению кровли должны были воспрепятствовать надколонники, к которым торцами крепились фермы. Однако этого не последовало. Внимательное изучение упавших перекрытий, оставшихся вертикальных колонн и уцелевших в одном месте надколонников однозначно указало на ошибку проектировщиков, повлекшую обвальное обрушение всей кровли (всех стропильных ферм) вслед за обрушением первой (крайней) фермы.
Из этого можно сделать вывод, что первая ферма упала из-за нарушения технологии работ, проводимых казахстанской фирмой, но вся крыша в трёх гигантских пролётах корпуса упала из-за ошибки проектной организации, наследником которой является российская компания ОАО «Ипромашпром».

## Современное состояние
Останки «Бурана» были распилены работниками космодрома на части и впоследствии проданы как металлолом.
Кроме того, после случившейся трагедии, из источников на Байконуре[каких?] стало известно, что три макетных экземпляра кислородно-водородного двигателя РД-0120 были сначала списаны, а затем проданы Китаю.
В 2003 году специалистами ЦНИИПСК имени Н. П. Мельникова было проведено комплексное обследование с оценкой технического состояния строения и предложены конструктивные решения по усилению металлоконструкций третьего пролёта МИКа на 112-й площадке Байконура. Был разработан проект восстановления 3-го и 4-го пролётов МИКа, но до сегодняшнего времени был восстановлен только третий пролёт.